# Journal of Behavioral and Experimental Economics
Journal of Behavioral and Experimental Economics (колишня назва The Journal of Socio-Economics, JSE) — спеціалізований економічний журнал (США). Видання фокусується на публікації теоретичних та емпіричних міждисциплінарних досліджень, спрямованих на усвідомлення того факту, що господарство є частиною великої соціо-економічної структури. Журнал виходить з 1991 р.; водночас є продовженням журналу Journal of Behavioral Economics, що видавався з 1972 р.
Особливістю видання є виділення в номері тематичних секцій, присвячених певним проблемам. Так в # 4 журналу за 2006 р. виділена спеціальна секція, присвячена нейроекономіці.